# دهستان چله‌خانه
دهستان چله‌خانه یکی از دهستان‌های استان آذربایجان شرقی است که در بخش صوفیان شهرستان شبستر واقع شده‌است.